# Suzanne Landells
Suzanne Landells   (Queensland, 12 de desembre de 1964), coneguda de casada com a Suzanne Dill-Macky, és una nedadora australiana, ja retirada, especialista en estils, que va competir durant la dècada de 1980.
El 1984 va prendre part en els Jocs Olímpics d'Estiu de Los Angeles, on va guanyar la medalla de plata en els 400 metres estils del programa de natació, rere l'estatunidenca Tracy Caulkins. En el seu palmarès també destaquen dues medalles d'or als Jocs de la Commonwealth de 1986.